# Myx (rete televisiva)
Myx è un canale televisivo musicale filippino, proprietà di Creative Programs Inc., una sussidiaria della ABS-CBN Corporation. È stato lanciato il 20 novembre 2000.

## Programmazione
- The Nutschack: 2007-2011